# پیرلوئیجی اورلاندینی
پیرلوئیجی اورلاندینی (انگلیسی: Pierluigi Orlandini؛ زادهٔ ۹ اکتبر ۱۹۷۲) بازیکن فوتبال اهل ایتالیا است.
از باشگاه‌هایی که در آن بازی کرده‌است می‌توان به باشگاه فوتبال هلاس ورونا، باشگاه فوتبال اینتر میلان، باشگاه فوتبال لچه، باشگاه فوتبال پارما، باشگاه فوتبال ونتزیا، باشگاه فوتبال برشا، باشگاه فوتبال آتالانتا، و باشگاه فوتبال آ.ث. میلان اشاره کرد.
وی همچنین در تیم ملی فوتبال زیر ۲۱ سال ایتالیا بازی کرده‌است.